# Driftin' Way of Life
| Recensione | Giudizio |
| ---------- | -------- |
| AllMusic   | [ 1 ]    |

Driftin' Way of Life è il secondo album discografico di Jerry Jeff Walker, pubblicato dall'etichetta discografica Vanguard Records nel 1969.

## Tracce
Tutti i brani composti da Jerry Jeff Walker.
Lato A
1. Driftin' Way of Life – 3:25
2. Morning Song to Sally – 4:00
3. Shell Game – 3:42
4. Ramblin', Scramblin' – 4:20
5. No Roots in Ramblin' – 4:12
6. Old Road – 1:50

Durata totale: 21:29
Lato B
1. North Cumberland Blues – 3:27
2. Let It Ride – 3:02
3. Fading Lady – 4:48
4. Gertrude – 3:16
5. Dust on My Boots – 4:15

Durata totale: 18:48

## Musicisti
- Jerry Jeff Walker - voce, chitarra, armonica
- David Bromberg - chitarra
- David Bromberg - chitarra elettrica (brano: North Cumberland Blues)
- Wayne Moss - chitarra
- Wayne Moss - chitarra solista (brano: No Roots in Ramblin')
- David Briggs - pianoforte, clavicembalo
- David Briggs - clavinet (brano: North Cumberland Blues)
- Pete Wade - dobro
- Pete Wade - fiddle (brano: Let It Ride)
- Harald Rugg - chitarra steel
- Harald Rugg - dobro (brano: Let It Ride)
- Norbert Putnam - basso
- Kenneth Buttrey - batteria

Musicisti aggiunti:
- Charlie McCoy - armonica (brano: Driftin' Way of Life)
- Hargus Robbins - pianoforte elettrico (brano: Fading Lady)
- Hargus Robbins - pianoforte tack (brano: Gertrude)

Note Aggiuntive:
- Jack Lothrop - produttore
- Registrato al Bradley's Barn di Nashville, Tennessee
- Jerry Bradley - ingegnere della registrazione[2]